# Винисиус и Том
Винисиус и Том (порт. Vinícius e Tom) — официальные талисманы соревнований: летних Олимпийских и Паралимпийских игр 2016 года в Рио-де-Жанейро соответственно.
Талисманы олицетворяют флору и фауну Бразилии. Образ бразильской фауны (Винисиус) представлен в виде жёлтого зверя, который похож на кота. Собирательным образом флоры (Том) является растение, выполненное в синем и зелёном цветах, в котором присутствуют черты как и цветка, так и дерева.
Талисманы названы в честь бразильских музыкантов Винисиуса ди Морайса и Тома Жобима.
Талисманы соревнований изображены на памятных монетах Бразилии номиналом 1 реал.